# Franz Anton Ries
Franz Anton Xaverius Ries (Bonn, 10 novembre 1755 – Godesberg, 1er novembre 1846) est un violoniste prussien. 

## Biographie
Son père Johann Ries était trompettiste à la cour de l'Électeur de Cologne à Bonn. Ries naît à Bonn et étudie avec Johann Peter Salomon. Enfant prodige il est violon solo du Kurfürstlichen Hoforchester à Vienne dès ses onze ans. 
Il passe l'essentiel de sa vie à Bonn, même s'il a du succès Vienne dans ses premières années (1779), à la fois comme violoniste soliste et au sein de quatuors. À Bonn, un de ses élèves est le jeune Beethoven. Il reçoit des appointements de l'Électeur Maximilien en 1779,, qu'il garde jusqu'à la dissolution de la cour en 1794 par les Français. Après cela, il continue à enseigner. Il est décoré de l'Ordre de l'aigle rouge et d'un doctorat honorifique de l'Université de Bonn. Il est membre des Illuminés de Bavière sous le nom de Parmenio.  
Il est mort à Godesberg, non loin de Bonn.
Parmi ses dix enfants, deux de ses fils, Ferdinand et Hubert (de), sont devenus des compositeurs  bien connus et Franz Joseph, un facteur de piano à Vienne vers 1820.